# گریندکس
گریندکس (به لتونیایی: Grindeks) شرکت داروسازی لتونیایی است، که در زمینه تولید و عرضه انواع داروهای صناعی، فیتوکمیکال‌ها و تجهیزات پزشکی فعالیت می‌کند.
دفتر مرکزی این شرکت در شهر ریگا، لتونی قرار دارد و بخشی از سهام آن در بازار بورس نزدک اوام‌اکس معامله می‌شود.